# Остапчук Віктор Миколайович
Ві́ктор Микола́йович Остапчу́к (нар. 16 травня 1955, Магнітогорськ) — Герой України, Народний депутат України VII, VIII скликаннь, доктор технічних наук. Почесний президент волейбольного клубу «Локомотив» (Харків).

## Життєпис
Народився 16 травня 1955 р. в м. Магнітогорськ Челябінської області, куди на початку війни була евакуйована з Житомирської області його родина.

### Освіта
- З 1972 по 1977 роки навчався у Харківському інституті інженерів залізничного транспорту ім. С. М. Кірова на механичному факультеті «Тепловози та тепловозне господарство»[2].
- Вересень 1998 року — липень 2000 року — здобував освіту в Інституті перепідготовки та підвищення кваліфікації кадрів Харківської державної академії залізничного транспорту, де йому було присвоєно кваліфікацію магістра за фахом «Рухомий склад та спеціальна техніка залізничного транспорту. Локомотиви»
- Травень 1998 року — Обраний член-кореспондентом Транспортної Академії України.
- Травень 2000 року — Обраний дійсним членом (академіком)Транспортної Академії.
- Червень 2000 року — Присуджено науковий ступінь кандида технічних наук зі спеціальності «Технологія машинобудування».
- Грудень 2001 року — Обраний дійсним членом (академіком) Міжнародної Академії комп'ютерних наук і систем за виробничим напрямком «Інформатизація залізниць».
- Жовтень — листопад 2001 року — Навчання за професійною програмою підвищення кваліфікації державних службовців I—IV категорій в Інституті підвищення кваліфікації керівних кадрів Української Академії державного управління при Президентові України (з одержанням відповідного свідоцтва).
- Квітень 2007 — Присвоєно вчене звання доцента кафедри матеріалів та технології виготовлення виробів транспортного призначення Української державної академії залізничного транспорту.
- Квітень — червень 2011 року — Підвищення кваліфікації в Інституті перепідготовки та підвищення кваліфікації кадрів Харківської державної академії залізничного транспорту з актуальних питань розвитку залізничного транспорту (з одержанням відповідного свідоцтва).
- Березень 2012 року — Присуджено науковий ступінь доктора технічних наук із спеціальності «Експлуатація та ремонт засобів транспорту».
- Січень 2014 року — Присвоєно вчене звання професора кафедри матеріалів та технології виготовлення виробів транспортного призначення Української державної академії залізничного транспорту.

### Трудова діяльність

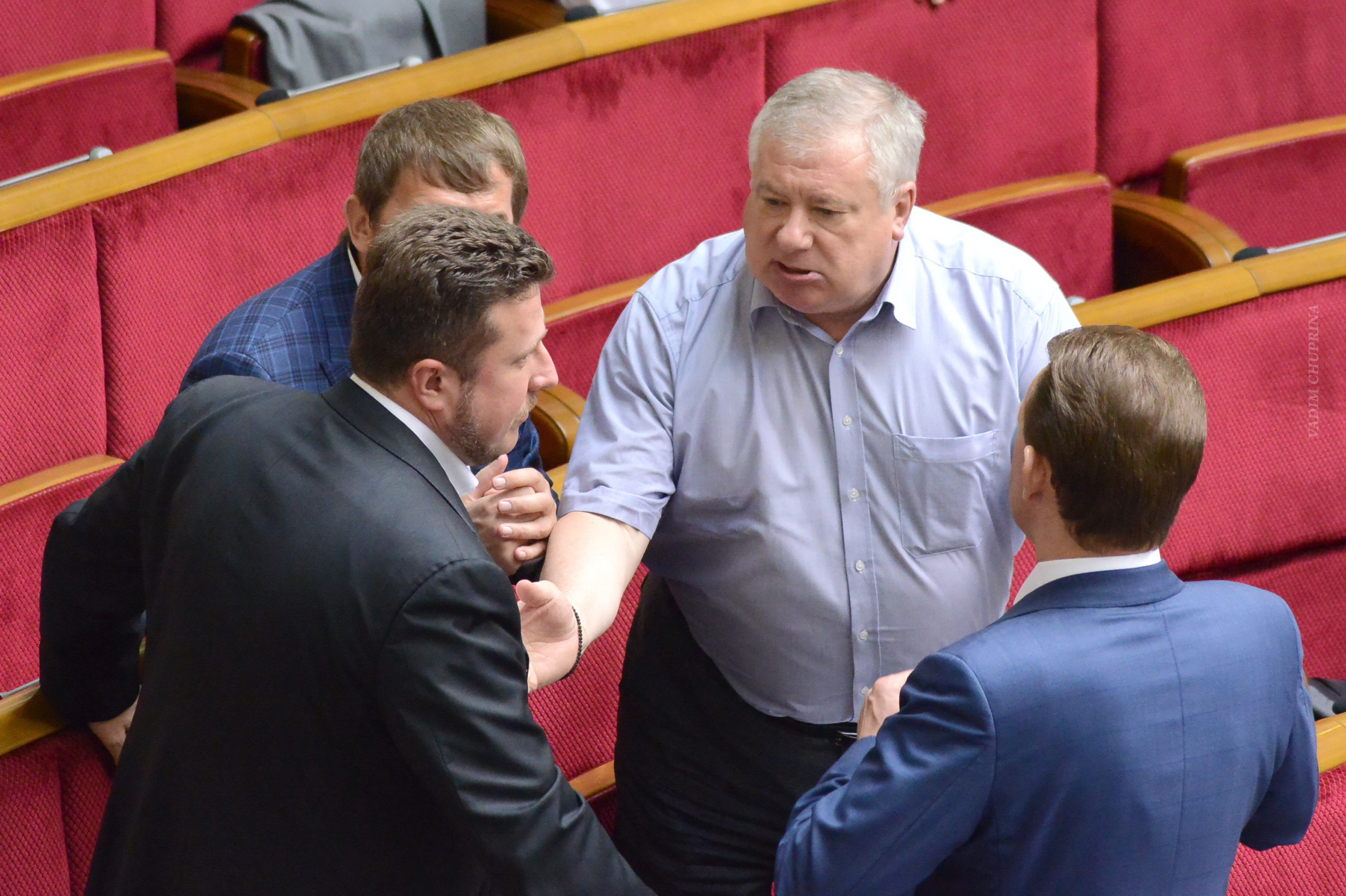
Віктор Миколайович у ВРУ, 2016

- Жовтень 1977 — працював в цеху періодичного ремонту локомотивного депо станції Основа Південної залізниці (Харків) — бригадир цеху періодичного ремонту локомотивного депо.
- Жовтень 1977– травень 1979 — служив в армії.
- Травень 1979 — січень 1982 — продовжив роботу у локомотивному депо ім. С. М. Кірова станції Основа Південної залізниці (Харків), але вже як старший майстер локомотивного депо.
- Січень 1982 — грудень 1986 — дорожній центр науково-технічної інформації, технічний відділ Південної залізниці (Харків) — заступник начальника дорожнього центру, начальник Бюро раціоналізації та винахідництва — заступник начальника технічного відділу залізниці.
- Грудень 1986 — травень 1990 — партійний комітет Управління Південної залізниці (Харків) — секретар партійного комітету.
- Травень 1990 — листопад 1995 — електровозне депо «Жовтень» Південної залізниці (Харків) — начальник електровозного депо.
- Листопад 1995 — листопад 1997 — госпрозрахункова служба локомотивного господарства Південної залізниці (Харків) — начальник госпрозрахункової служби.
- Листопад 1997 — квітень 2000 — Південна залізниця (Харків) — головний інженер Південної залізниці (Харків).
- Квітень 2000 — травень 2000 — Південна залізниця (Харків) — перший заступник начальника Південної залізниці (Харків).
- Травень 2000 — червень 2005 — Південна залізниця (Харків) — начальник Південної залізниці.
- Червень 2005 — грудень 2005 — Українська державна академія залізничного транспорту (Харків) –проректор з навчальної роботи та практичної підготовки студентів Української державної академії залізничного транспорту
- 26 грудня 2005 — 27 листопада 2012 — Південна залізниця (Харків) — начальник Південної залізниці[3].

### Громадсько-політична діяльність

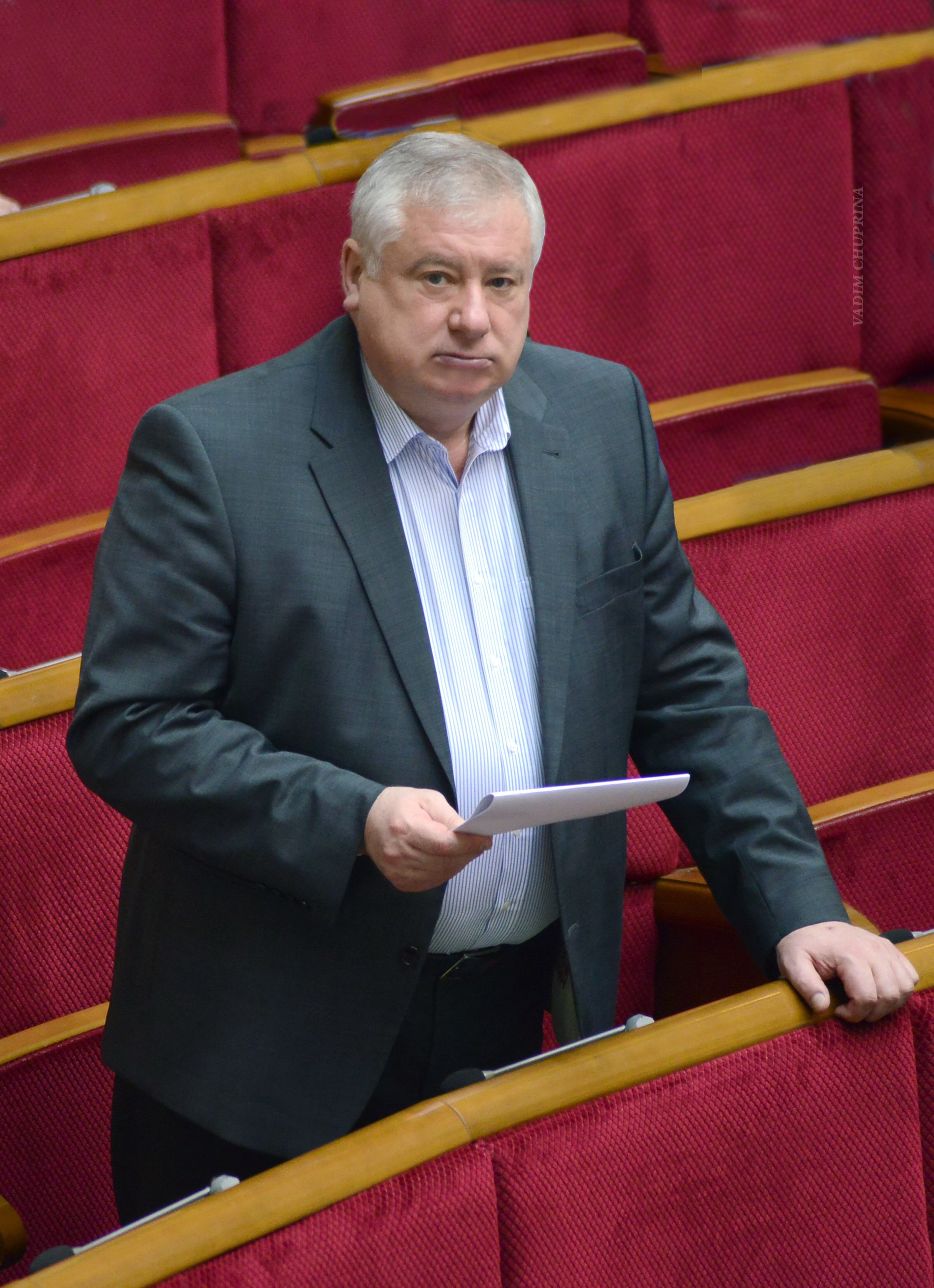
У ВРУ, 2016.

- З 2000 року — Почесний Президент волейбольного клубу «Локомотив» (Харків).
- З 2013 року — Почесний Президент Громадської спілки «Соціальний рух поваги».
- З 2014 року — Президент Громадської організації «Федерація синхронного плавання України».
- З 2015 року — Член Національного олімпійського комітету України.
- Почесний голова опікунської ради Люботинської школи-інтернату.
- У 1990 і 1998 роках обирався депутатом Ленінської районної ради м. Харкова.
- З 2002 по 2012 рік — депутат Харківської обласної ради.
- 2012  — Народний депутат України VII скликання, виборчій округ № 177, Харківська область, самовисування.
- 27 листопада 2014 року — Народний депутат України VIII скликання, виборчій округ № 177, Харківська область, самовисування.
- Фракція — Член депутатської групи "Партія «Відродження».
- Посада — Член Комітету Верховної Ради України з питань транспорту.

### Особливі досягнення
Серед найбільш значущих результатів діяльності на посаді начальника Південної залізниці — електрифікація стратегічних магістральних напрямків Харків-Київ та Полтава-Красноград-Лозова, Харків-Кременчук, впровадження новітніх технологій, пуск прискорених поїздів, будівництво та реконструкція вокзалів. Відомий своєю діяльністю в сфері енергозбереження та екології.

### Родина
- батько Микола Володимирович (1925—1991)
- мати Ганна Іванівна (1927—2006)
- дружина Наталія Василівна (1955) — інженер
- донька Владислава (1976) — економіст
- дочка Катерина (1988) — економіст

## Почесні звання, нагороди, відзнаки
- Звання Героя України, орден Держави — 2004 р.;
- Орден «За заслуги» III ступеня — 2003 р.;
- Орден князя Ярослава Мудрого V ступеня — 2009 р.;
- Орден Дружби — 2010 р.;
- Почесне звання «Заслужений працівник транспорту України» — 2001 р.;
- Грамоти Верховної Ради України — 2001 р., 2004 р.;
- Державна премія України в сфері архітектури за комплексну регенерацію історико — архітектурного середовища та ансамблів вокзальних комплексів в місті Харкові та Харківській області — 2004 р.;
- Знаки «Почесному залізничнику» — 1991 р., 2007 р.;
- Знак «За заслуги. Укрзалізниця» ІІІ, ІІ ступенів — 2012 р.;
- Почесна відзнака «Слобожанська слава» — 2002 р.;
- Почесний диплом Організації співробітництва залізниць — 2006 р.;
- Нагрудний знак «Почесний працівник транспорту України» — 2007 р.;
- Почесна грамота Державної адміністрації залізничного транспорту України — 2007 р.;
- Почесна грамота Харківської міської ради — 2008 р.;
- Почесна грамота Ради із залізничного транспорту країн-учасниць Співдружності Незалежних Держав — 2006 р.;
- Почесний громадянин Харківської області (2007)[8];
- Почесний громадянин міст Харків, Чугуїв, Люботин, Мерефа, Куп'янськ, Миргород;
- Відзнака Міністерства оборони України — медаль «За сприяння Збройним Силам України» — 2011 р.;
- Почесна відзнака Національного олімпійського комітету України за вагомий внесок у розвиток та пропаганду олімпійського руху — 2015 р.;
- Срібні медалі Виставки досягнень народного господарства СРСР — 1985, 1986 р

## Ордена та відзнаки Російської православної церкви в Україні[9]
- Ордени святого рівноапостольного князя Володимира II и III ступенів — 2001 р., 2000 р.;
- Знак ордена «Святого Дмитра Солунського» IV ступеня — 2001 р.;
- Знак ордена «Святий князь Володимир» IV ступеня з присвоєнням титулу "Лицар ордена «Святий князь Володимир» — 2002 р.;
- Ювілейна медаль «Харківський собор 10 років» І ступеня — 2002 р.;
- Орден преподобних Антонія і Феодосія Печерських II ступеня — 2003 р.;
- Орден «Різдва Христового» II ступеня — 2003 р.;
- Орден преподобного Іллі Муромця I ступеня — 2007 р.;
- Орден святителя Миколая Мірлікійського, 2013 р.;
- Орден святого апостола Андрія Первозванного, 2014 р.;

## Творча робота
- Голова редакційної комісії книги «Магистраль возрождения».
- У співавторстві написана книга «Энергия. Экология. Будущее», автор низки наукових статей.

## Захоплення
Спорт, технічна творчість, українська народна музика, зокрема, бандурне мистецтво, історія.

## Корупція

### Тендерні махінації
- Обмеження конкуренції

Харківське обласне територіальне відділення Антимонопольного комітету побачило в діях ТОВ «СТВ+» та НВО «Новые технологии» у формі ТОВ ознаки порушення законодавства про економічну конкуренцію. Про це йдеться в повідомленні територіального відділення АМКУ від 28 травня 2015 року.
Антимонопольники звинувачують фірми в антиконкурентних узгоджених діях, що стосуються спотворення результатів торгів, рішення ще не винесено.
За даними «Наших грошей», мова йде про тендер 2014 року житлово-комунального підприємства № 117 на ремонт автодоріг в Харківській області, за результатами якого комунальники уклали угоду з ТОВ «СТВ+» вартістю 1,65 млн грн. Водночас інформація про заснування вказаної фірми була внесена до держреєстру через 10 днів після оприлюднення оголошення про торги. Тобто, вона була заснована спеціально під цей тендер.
Засновниками підприємства «СТВ+» зі статутним фондом 500 грн є Віолета Стоянова і Наталія Остапчук. Остання — дружина народного депутата Віктора Остапчука, який обирався по мажоритарному округу з центром в Куп'янську, де і мали ремонтуватися дороги.
Єдиним конкурентом фірми дружини нардепа було НВО «Новые технологии» у формі ТОВ. Тоді ця фірма була зареєстрована в Харкові на Тетяну Гончаренко та Ірину Чистякову. На 28 травня 2015 року серед засновників залишилась лише Гончаренко, а директором став Олександр Колісник.
- Закупівля за завищеною ціною

За інформацією журналістів сайту «Наші гроші», КО «Київзеленбуд» 24 листопада 2016 року повідомило про намір укласти угоду з ТОВ «Клімтехінвест» про закупівлю вантажних електромобілів на 3,68 млн грн.
Планують купити два двохмісних електромобіля Alke ATX 230 від «Alke s.r.l.» (Італія) по 1,84 млн грн. Вантажопідйомність машин становить 1 тонну, потужність буксирування — до 3 тонн.
Ціна електрокарів є надзвичайно високою. За меншу на чверть суму 1,40 млн грн. можна купити самоскид МАЗ 5550С5-520-021 вантажопідйомністю 10 т.
Електрокари мають бути оснащені блоком 24 батарей по 2 Вольта. У каталозі виробника таким характеристикам відповідає інша модель — Alke ATX 240Е.
У технічній довідці фірми про запропоновані «Київзеленбуде» електрокару також чітко не визначено які саме електрокари будуть поставлятись. У першому реченні вказано модель ATX 230, а в останньому реченні йдеться про техпаспорт на ATX 240Е.
Харківський «Клімтехінвест» зі статутним капіталом 1 тис. грн оформлений на Олександра Некіпєлова. Він раніше керував ТОВ «Лоска» з оточення Віктора Остапчука — екс-начальника ДП «Південна залізниця» і нардепа від партії «Відродження».
«Клімтехінвест» почав вигравати тендери у 2013 р. Відтоді він отримав підрядів «Південної залізниці» на 19,18 млн грн. і ДП "Міжнародний аеропорт «Бориспіль» — на 6,60 млн грн.
Єдиним конкурентом було дніпровське ТОВ "БК «Ярко» з такими ж електрокарами, дорожчими на 0,4 %. До кінця 2012 р. ця фірма належала Роману Ровенському, чий батько Олександр Ровенський був співзасновником ТОВ «Ексіс» разом із Наталією Остапчук — дружиною Віктора Остапчука. Згодом "БК «Ярко» переписали на Віктора Клиновського, а зараз фірмою володіють Вадим Козаринський, Єгор та Ірина Клименки.
Керівником «Київзеленбуду» в серні 2016 року був призначений Михайло Наконечний.

### Податкові зловживання
За інформацією сайту «Наші гроші», 54 народних депутати не задекларували свій бізнес у деклараціях за 2014 рік. Усього йдеться про 100 фірм, із них 52 випадки — бізнес самого депутата, 45 — компанії вказаних у декларації членів його родини (найчастіше дружини або чоловіка), ще два випадки спільного родинного бізнесу. Щодо сфери незадекларованого бізнесу, то 18 фірм пов'язані із сільським господарством та продуктами харчування, 15 — з будівництвом та нерухомістю, 11 — торгівлею, 10 — ведуть діяльність у сфері права та адвокатури, ще 6 займаються рекламними послугами. Зокрема Віктор Остапчук задекларував, що його дружина, Остапук Наталія Василівна, володіє часткою 50 % у обох його фірмах КФ ТОВ «Ексіс» (співвласниця з 2007 р., дослідження й експериментальні розробки у сфері інших природничих і технічних наук) та ТОВ «Науково-Виробниче Об'єднання Екологічних Технологій» (співвласниця з 2006 р., відновлення відсортованих відходів).